# Fin de siglo
Fin de siglo va ser un programa de televisió, emès per La 2 de TVE entre 1985 i 1987, amb realització de Juan Villaescusa i presentació del periodista Pablo Lizcano. Comptava amb un equip de guionistes que incloïa als periodistes Pilar Cernuda, Inmaculada Gómez Mardones, Yolanda Martos Wensell i Waldo Bartolomé. Des del 7 d'octubre de 1987 fins a la seva cancel·lació final, el programa es va emetre per La 1 de TVE.

## Format
Continuació natural d' Autorretrato, igualment presentat per Pablo Lizcano, es tractava d'un programa d'entrevistes (quatre o cinc per emissió) que s'alternaven amb actuacions musicals. L'espai va estar notòriament condicionat pel to intimista que el presentador imprimia a les seves entrevistes. En paraules del llavors director de TVE, es tractava d'un programa molt similar a Estudio abierto de José María Íñigo, encara que amb un to més modern.

## Pressupost
El programa comptava amb un pressupost de dos milions de pessetes per emissió.

## Invitats
Entre els personatges entrevistats hi hagué: 
- Cantants: Alfredo Kraus, Ana Belén, Santiago Auserón, Lola Flores, El Fary, Joaquín Sabina, Pepa Flores, Mecano…
- Actors: Fernando Fernán Gómez, Juan Diego, Victoria Abril, Verónica Forqué, Mercedes Sampietro, Marisa Paredes, María Asquerino, Charo López, Lina Morgan, Victoria Vera, Imanol Arias…
- Polítics: Fernando Morán, Ramón Tamames, Soledad Becerril, Txiki Benegas, José Barrionuevo, Jordi Solé Tura, Manuel Fraga, Marcelino Oreja…
- Escriptors: Camilo José Cela, José Luis Sampedro, Fernando Savater, Terenci Moix, Antonio Gala, Manuel Vázquez Montalbán…
- Esportistes: Emilio Butragueño, Ángel Nieto, Fernando Martín…
- Altres: Severo Ochoa. Jesús Gil y Gil, Isabel Preysler, Jaime Peñafiel…